# Лоти Лесото
Ло́ти (сесото и англ. loti), во мн. ч. малоти (maloti) — валюта Королевства Лесото. Состоит из 100 лисенте (lisente), в ед. ч. сенте (цент, sente). Привязана к южноафриканскому рэнду по курсу 1:1 через Единую валютную зону, при этом обе эти валюты имеют хождение на территории Лесото. Лоти был впервые принят в 1966 году, но в качестве не имеющей денежного обращения валюты. В 1980 году Лесото выпустило свои первые монеты с номиналами в лоти и в сенте, дополнившие рэнд в качестве платёжного средства.

## Монеты
В 1980 году были выпущены в обращение монеты, датированные 1979 годом, номиналом 1 сенте, 2, 5, 10, 25 и 50 лисенте и 1 лоти. В 1996 году были выпущены монеты номиналом 2 и 5 малоти, а в 1998 году — 20 лисенте.
В обращении находятся следующие монеты:
- 5 лисенте
- 10 лисенте
- 20 лисенте
- 50 лисенте
- 1 лоти
- 2 малоти
- 5 малоти

## Банкноты

### Банкноты 1994—2000 годов
В 1980 году были выпущены в обращение банкноты, датированные 1979 годом, номиналом 2, 5 и 10 малоти. В 1981 году их дополнили купюры достоинством 20 и 50 малоти, а в 1994 году — 100 и 200 малоти.
В обращении находятся следующие банкноты:
- 10 малоти
- 20 малоти
- 50 малоти
- 100 малоти
- 200 малоти

Банкноты предыдущих серий 1979, 1981, 1989, 1992 годов остаются платёжным средством и изымаются из оборота по мере износа.
| Серия 1994—2000 годов | Серия 1994—2000 годов | Серия 1994—2000 годов | Серия 1994—2000 годов | Серия 1994—2000 годов      | Серия 1994—2000 годов                | Серия 1994—2000 годов |
| Изображение           | Номинал (малоти)      | Размеры (мм)          | Основные цвета        | Описание                   | Описание                             | Год печати            |
| Изображение           | Номинал (малоти)      | Размеры (мм)          | Основные цвета        | Лицевая сторона            | Оборотная сторона                    | Год печати            |
| --------------------- | --------------------- | --------------------- | --------------------- | -------------------------- | ------------------------------------ | --------------------- |
|                       | 10                    | 132×68                | красный жёлтый        | Верховный вождь Мошвешве I | Всадник на коне на фоне гор          | 2000                  |
|                       | 20                    | 135×70                | зелёный голубой       | Верховный вождь Мошвешве I | Мальчик-пастух, коровы, хижины, горы | 1994                  |
|                       | 50                    | 138×70                | фиолетовый голубой    | Верховный вождь Мошвешве I | Всадник, скала                       | 1994                  |
|                       | 100                   | 141×70                | зелёный жёлтый        | Верховный вождь Мошвешве I | Отара овец у деревенского дома       | 1994                  |
|                       | 200                   | 144×70                | коричневый голубой    | Верховный вождь Мошвешве I | Пастухи, гонящие отару овец          | 1994                  |

### Банкноты 2011 года
1 марта 2011 года, в связи с празднованием своего 30-летнего юбилея, центральный Банк Лесото выпустил новую серию банкнот 2010 года, с новым дизайном и усиленными степенями защиты. Серия состоит из банкнот номиналами: 10, 20, 50 и 100 малоти. На лицевой стороне всех четырёх банкнот изображён коллективный портрет трех членов королевской семьи: нынешнего короля (Его Величество Летсие III изображён посередине), его отца (король Мошвешве II — слева) и основателя государства басото (король Мошвешве I — справа).
| Серия 2011 года | Серия 2011 года   | Серия 2011 года  | Серия 2011 года | Серия 2011 года    | Серия 2011 года                                                                          | Серия 2011 года        | Серия 2011 года |
| Изображение     | Изображение       | Номинал (малоти) | Размеры (мм)    | Основные цвета     | Описание                                                                                 | Описание               | Год печати      |
| Лицевая сторона | Оборотная сторона | Номинал (малоти) | Размеры (мм)    | Основные цвета     | Лицевая сторона                                                                          | Оборотная сторона      | Год печати      |
| --------------- | ----------------- | ---------------- | --------------- | ------------------ | ---------------------------------------------------------------------------------------- | ---------------------- | --------------- |
|                 |                   | 10               | 130×70          | красный жёлтый     | Коллективный портрет трех членов королевской семьи: Летсие III, Мошвешве II и Мошвешве I | Космея                 | 2010            |
|                 |                   | 20               | 135×70          | Фиолетовый голубой | Коллективный портрет трех членов королевской семьи: Летсие III, Мошвешве II и Мошвешве I | Хижины басото (мохоро) | 2010            |
|                 |                   | 50               | 138×70          | фиолетовый         | Коллективный портрет трех членов королевской семьи: Летсие III, Мошвешве II и Мошвешве I | Мужчины на лошадях     | 2010            |
|                 |                   | 100              | 140×70          | зелёный            | Коллективный портрет трех членов королевской семьи: Летсие III, Мошвешве II и Мошвешве I | Пастух с стадом        | 2010            |
|                 |                   | 200              | 145×70          | оранжевый          | Коллективный портрет трех членов королевской семьи: Летсие III, Мошвешве II и Мошвешве I | Человек на лошади      | 2015            |

## Режим валютного курса
Курс лоти привязан к южноафриканскому рэнду (код ISO 4217 — ZAR) в соотношении 1:1.